# Motorrad-Veteranen und Techniek-Museum
Het Motorrad-Veteranen und Technik-Museum is een Duits museum in Großschönau, gelegen in het zuidoosten van Saksen.
Meer dan 100 jaar lang werden in het nabij gelegen Zittau voertuigen gemaakt. In de door Gustav Hiller in 1888 gestichte fabriek bouwde men fietsen, motoren en vrachtauto's.
Door het oprichten van een museum probeert men zo veel mogelijk informatie over de technische ontwikkeling in die periode te behouden. Het in 1992 geopende Motorrad-Veteranen und Technik-Museum laat de technische ontwikkeling van loopfiets tot moderne motorfiets zien. Naast voertuigen zijn tijdgebonden transporttoebehoren zoals reclameborden te zien.
Andere onderwerpen zijn oud metalen kinderspeelgoed en, op de beganegrond, stoommachines uit de 19de eeuw.

## Externe link

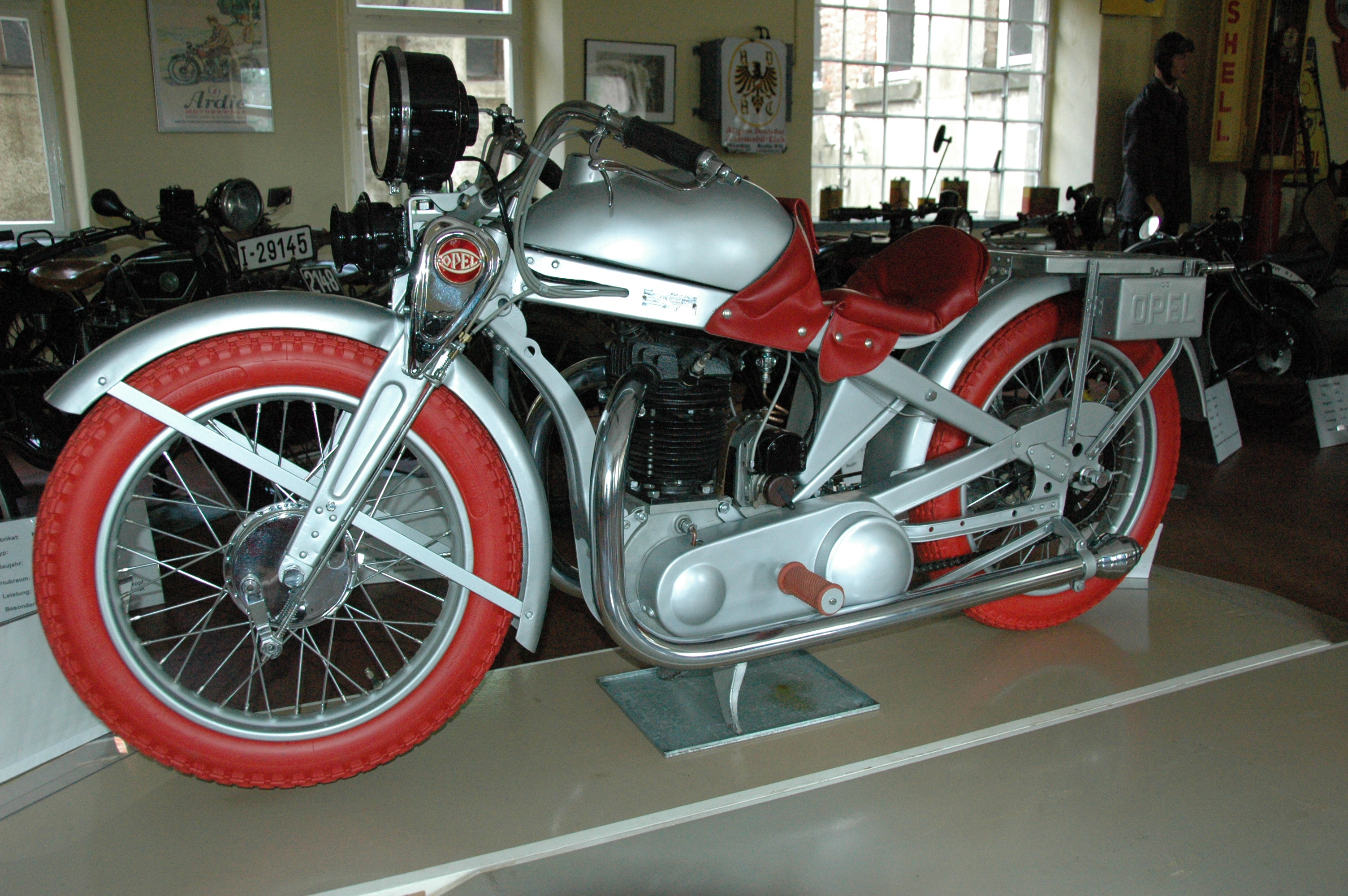
Motorfiets, Opel
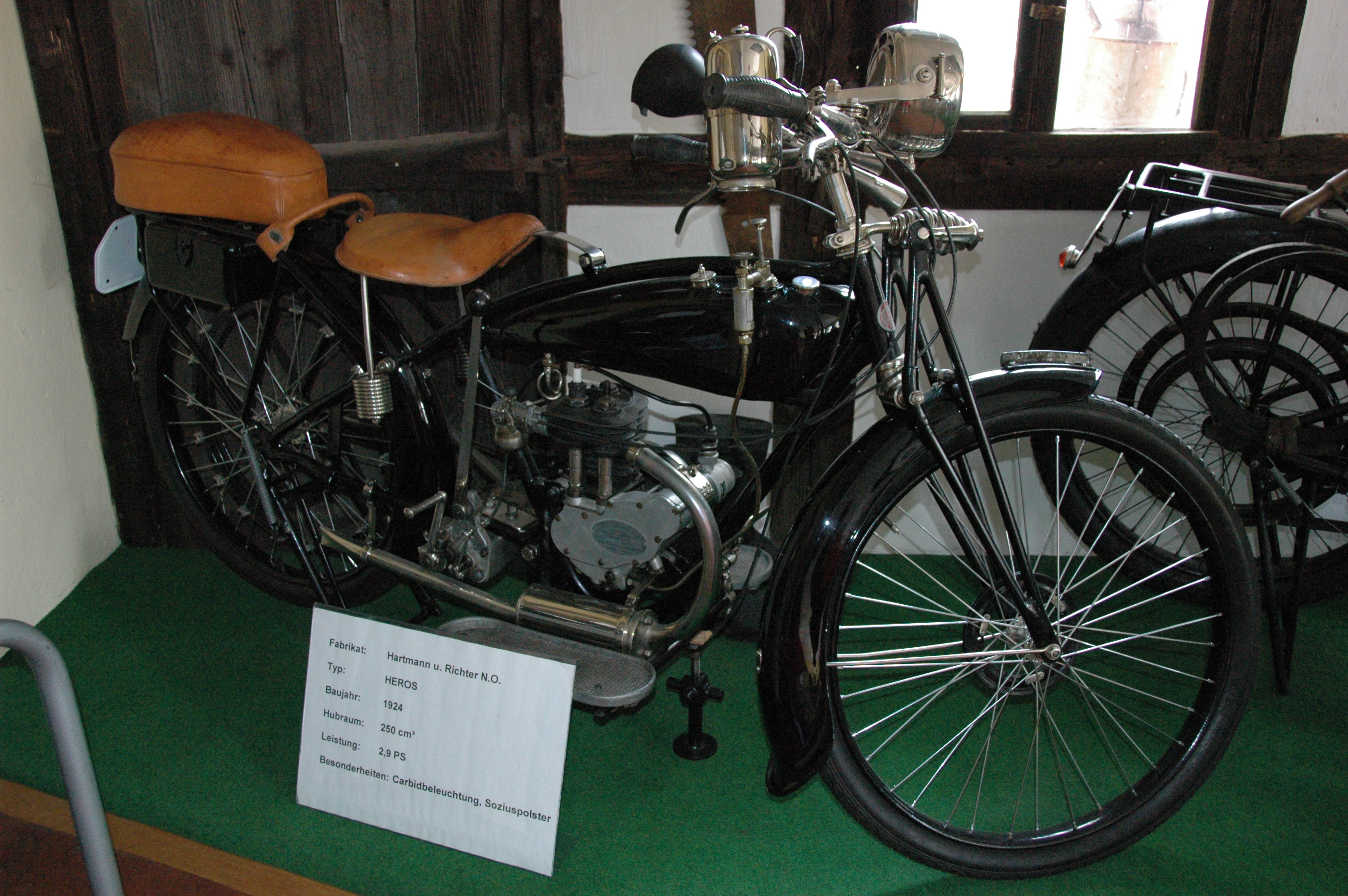
Motorfiets, Hartman und Richter
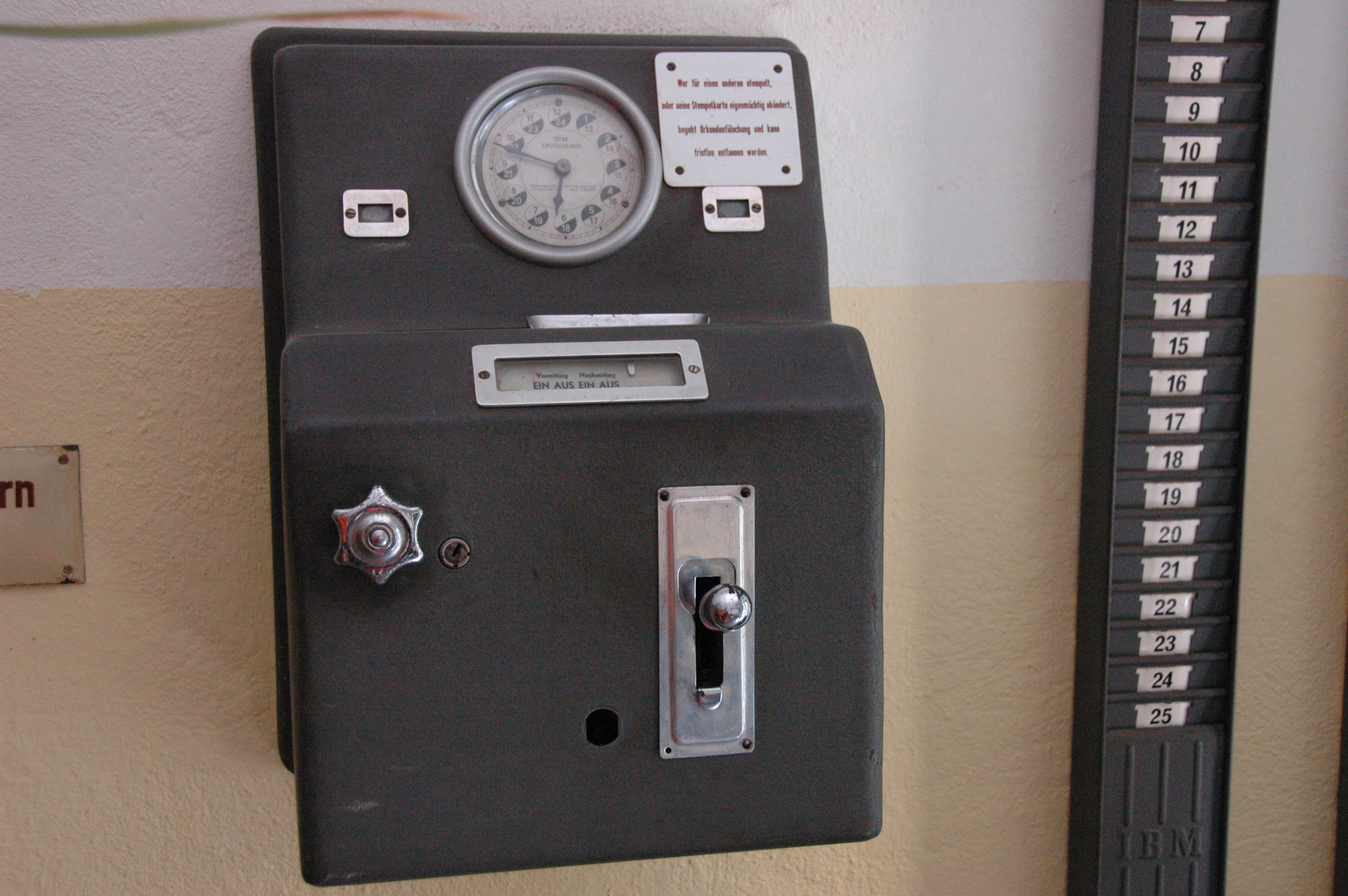
Prikklok